# Botocudo marianensis
Botocudo marianensis är en insektsart som först beskrevs av Robert L. Usinger 1946.  Botocudo marianensis ingår i släktet Botocudo och familjen Rhyparochromidae. Inga underarter finns listade i Catalogue of Life.